# Danh sách người đoạt giải Nobel Kinh tế
Đây là danh sách người đoạt giải Nobel Kinh tế.

## Danh sách cá nhân đoạt giải Nobel kinh tế
| Năm  | Người đoạt giải  | Người đoạt giải           | Quốc gia             | Lý do và tác phẩm (nếu có) | Lý do và tác phẩm (nếu có) | Chú thích |
| ---- | ---------------- | ------------------------- | -------------------- | --- | --- | --------- |
| 1969 |                  | Ragnar Frisch             | Na Uy                | "cho việc phát triển và ứng dụng các mô hình động và phân tích các tiến trình kinh tế" | |           |
| 1969 |                  | Jan Tinbergen             | Hà Lan               | "cho việc phát triển và ứng dụng các mô hình động và phân tích các tiến trình kinh tế" | |           |
| 1970 |                  | Paul Samuelson            | Hoa Kỳ               | "cho việc phát triển các lý luận kinh tế tĩnh và động, nâng phân tích kinh tế lên một tầm cao mới" | Economics: An Introductory Analysis (Kinh tế học: Một phân tích nhập môn, 1948), Foundations of Economic Analysis (Nền tảng phân tích kinh tế, 1947) |           |
| 1971 | không khung      | Simon Kuznets             | Hoa Kỳ               | "cho việc xây dựng nền tảng thực nghiệm về lý luận tăng trưởng kinh tế cho phép quan sát các cơ cấu kinh tế và xã hội, quan sát quá trình phát triển bằng phương pháp mới và sâu sắc hơn"                                                     | |           |
| 1972 | không khung      | John Hicks                | Anh Quốc             | "cho những đóng góp mang tính tiên phong vào lý luận cân bằng kinh tế tổng thể và phúc lợi kinh tế." | Theory of Wages (Lý thuyết tiền công, 1932), Value and Capital (Giá trị và tư bản, 1939)                                                             |           |
| 1972 |                  | Kenneth Arrow             | Hoa Kỳ               | "cho những đóng góp mang tính tiên phong vào lý luận cân bằng kinh tế tổng thể và phúc lợi kinh tế." | Social Choice and Individual Values (Sự lựa chọn xã hội và các giá trị cá thể, 1951)                                                                 |           |
| 1973 | không khung      | Wassily Leontief          | Liên Xô              | "cho việc phát triển phương pháp đầu vào-đầu ra và ứng dụng nó cho những vấn đề kinh tế quan trọng" | |           |
| 1974 |                  | Gunnar Myrdal             | Thụy Điển            | "cho việc tiên phong trong lý luận về tiền tệ và chu kỳ kinh tế, phát triển phương pháp phân tích các hiện tượng kinh tế, xã hội, thể chế trong mối quan hệ giữa chúng với nhau." An American Dilemma: The Negro Problem and Modern Democracy | (Vấn đề tiến thoái lưỡng nan của Hoa Kỳ: Vấn đề người da đen và dân chủ hiện đại, 1944)                                                              |           |
| 1974 |                  | Friedrich Hayek           | Anh Quốc/ Áo         | "cho việc tiên phong trong lý luận về tiền tệ và chu kỳ kinh tế, phát triển phương pháp phân tích các hiện tượng kinh tế, xã hội, thể chế trong mối quan hệ giữa chúng với nhau." An American Dilemma: The Negro Problem and Modern Democracy | The Road to Serfdom (Đường về nô lệ, 1944) |           |
| 1975 |                  | Leonid Kantorovich        | Liên Xô              | "cho những đóng góp lớn lao vào lý luận phân bổ tối ưu nguồn lực kinh tế" | |           |
| 1975 | không khung      | Tjalling Koopmans         | Hoa Kỳ · Hà Lan      | "cho những đóng góp lớn lao vào lý luận phân bổ tối ưu nguồn lực kinh tế" | |           |
| 1976 |                  | Milton Friedman           | Hoa Kỳ               | "cho những đóng góp vào phân tích tiêu dùng, lịch sử và lý luận tiền tệ, giải thích sự phức tạp của các chính sách ổn định kinh tế" | A Monetary History of the United States (Lịch sử tiền tệ nước Mỹ, cùng với Anna Schwartz, 1963)                                                      |           |
| 1977 |                  | Bertil Ohlin              | Thụy Điển            | "cho những đóng góp đột phá vào lý luận thương mại quốc tế và dịch chuyển vốn quốc tế" | Lý thuyết về chính sách kinh tế quốc tế (1951-1955), Nguyên lý của Kinh tế chính trị (1965–1976)                                                     |           |
| 1977 |                  | James Meade               | Anh Quốc             | "cho những đóng góp đột phá vào lý luận thương mại quốc tế và dịch chuyển vốn quốc tế" | |           |
| 1978 | không khung      | Herbert A. Simon          | Hoa Kỳ               | "cho việc tiên phong trong nghiên cứu về quá trình ra quyết định của các chủ thể kinh tế" | Administrative Behavior (Hành vi hành chính, 1947)                                                                                                   |           |
| 1979 | không khung      | Theodore Schultz          | Hoa Kỳ               | "cho những tiên phong trong nghiên cứu về lý luận phát triển kinh tế với những lưu ý đặc biệt đến các vấn đề ở những nền kinh tế đang phát triển."                                                                                            | Nền nông nghiệp cổ điển chuyển đổi (1964), Nông nghiệp ở nền kinh tế không ổn định (1945), Sức sản xuất và sự thịnh vượng của nền nông nghiệp (1949) |           |
| 1979 |                  | Arthur Lewis              | Saint Lucia Anh Quốc | "cho những tiên phong trong nghiên cứu về lý luận phát triển kinh tế với những lưu ý đặc biệt đến các vấn đề ở những nền kinh tế đang phát triển."                                                                                            | Economic Development with Unlimited Supplies of Labour (Phát triển kinh tế với nguồn cung lao động vô hạn, 1954)                                     |           |
| 1980 |                  | Lawrence Klein            | Hoa Kỳ               | "cho việc đã phát triển các mô hình và phương pháp kinh tế cho việc phân tích chu kỳ kinh tế và chính sách kinh tế" | |           |
| 1981 | không khung      | James Tobin               | Hoa Kỳ               | "cho những phân tích về thị trường tài chính, giá cả, việc làm, sản xuất" | |           |
| 1982 |                  | George Stigler            | Hoa Kỳ               | "cho những đóng góp về nguyên nhân và tác động của các quy chế, vai trò của thị trường và cơ cấu ngành" | The Economist as a Preacher (Nhà kinh tế như một nhà thuyết giáo, 1982)                                                                              |           |
| 1983 |                  | Gérard Debreu             | Pháp                 | "cho việc gây dựng phương pháp phân tích mới cho lý luận kinh tế học, cải tiến triệt để lý luận cân bằng tổng thể" | |           |
| 1984 |                  | Richard Stone             | Anh Quốc             | "cho việc cải tiến đáng kể cơ sở phân tích thực chứng, đóng góp cơ bản vào cải tiến hệ thống tài khoản quốc gia" | |           |
| 1985 |                  | Franco Modigliani         | Ý                    | "cho những phân tích thị trường tài chính, tiết kiệm" | |           |
| 1986 |                  | James M. Buchanan         | Hoa Kỳ               | "cho việc xây dựng nền tảng về mặt hiến pháp và hợp đồng cho lý luận lựa chọn công cộng" | |           |
| 1987 |                  | Robert Solow              | Hoa Kỳ               | "cho những cống hiến cho lý luận về tăng trưởng kinh tế" | |           |
| 1988 |                  | Maurice Allais            | Pháp                 | "cho những đóng góp mang tính quyết định vào lý luận liên quan đến sử dụng hiệu quả các nguồn lực và thị trường" | |           |
| 1989 |                  | Trygve Haavelmo           | Na Uy                | "cho những phát triển phương pháp xác suất trong kinh tế lượng, số nhân ngân sách cân bằng" | |           |
| 1990 |                  | Harry Markowitz           | Hoa Kỳ               | "cho việc xây dựng lý luận chung để nâng cao tính an toàn cho cơ cấu tài sản" | |           |
| 1990 |                  | Merton Miller             | Hoa Kỳ               | "cho việc xây dựng lý luận chung để nâng cao tính an toàn cho cơ cấu tài sản" | |           |
| 1990 |                  | William Forsyth Sharpe    | Hoa Kỳ               | "cho việc xây dựng lý luận chung để nâng cao tính an toàn cho cơ cấu tài sản" | |           |
| 1991 | không khung      | Ronald Coase              | Anh Quốc             | "cho việc phát hiện và làm rõ vai trò của chi phí giao dịch và quyền sở hữu đối với cơ cấu và chức năng kinh tế từ góc độ thể chế" | |           |
| 1992 |                  | Gary Becker               | Hoa Kỳ               | "cho những ứng dụng kinh tế học vi mô vào phân tích hành vi của con người, nguồn nhân lực" | |           |
| 1993 |                  | Robert Fogel              | Hoa Kỳ               | "cho việc làm thay đổi hoàn toàn phương pháp nghiên cứu sử kinh tế bằng cách áp dụng phương pháp kinh tế lượng" | |           |
| 1993 | không khung      | Douglass North            | Hoa Kỳ               | "cho việc làm thay đổi hoàn toàn phương pháp nghiên cứu sử kinh tế bằng cách áp dụng phương pháp kinh tế lượng" | |           |
| 1994 |                  | John Harsanyi             | Hoa Kỳ               | "cho việc đặt nền tảng cho lý luận về phân tích cân bằng trò chơi phi hợp tác." | |           |
| 1994 |                  | John Forbes Nash          | Hoa Kỳ               | "cho việc đặt nền tảng cho lý luận về phân tích cân bằng trò chơi phi hợp tác." | |           |
| 1994 |                  | Reinhard Selten           | Germany              | "cho việc đặt nền tảng cho lý luận về phân tích cân bằng trò chơi phi hợp tác." | |           |
| 1995 |                  | Robert Lucas, Jr.         | Hoa Kỳ               | "cho việc phát triển và ứng dụng giả thuyết về dự tính duy lý" | |           |
| 1996 | không khung      | James Mirrlees            | Anh Quốc             | "cho lý thuyết động cơ kinh tế theo thông tin phi đối xứng" | |           |
| 1996 |                  | William Vickrey           | Hoa Kỳ · Canada      | "cho lý thuyết động cơ kinh tế theo thông tin phi đối xứng" | |           |
| 1997 |                  | Robert C. Merton          | Hoa Kỳ               | "cho việc phát triển công thức đánh giá các lựa chọn chứng khoán." | |           |
| 1997 |                  | Myron Scholes             | Canada · Hoa Kỳ      | "cho việc phát triển công thức đánh giá các lựa chọn chứng khoán." | |           |
| 1998 |                  | Amartya Sen               | Ấn Độ                | "cho việc giải thích cơ cấu kinh tế ẩn dưới nạn đói và nạn nghèo" | |           |
| 1999 |                  | Robert Mundell            | Canada               | "cho những phân tích mới về tỷ giá hối đoái" | |           |
| 2000 |                  | James Heckman             | Hoa Kỳ               | "cho các lý thuyết và phương pháp phân tích các mẫu chọn lọc" | |           |
| 2000 |                  | Daniel McFadden           | Hoa Kỳ               | "cho các lý thuyết và phương pháp phân tích các mẫu chọn lọc và sự lựa chọn rời rạc" | |           |
| 2001 |                  | George Akerlof            | Hoa Kỳ               | "cho nghiên cứu về ảnh hưởng của việc kiểm soát thông tin đến thị trường" | |           |
| 2001 |                  | Michael Spence            | Hoa Kỳ               | "cho nghiên cứu về ảnh hưởng của việc kiểm soát thông tin đến thị trường" | |           |
| 2001 |                  | Joseph E. Stiglitz        | Hoa Kỳ               | "cho nghiên cứu về ảnh hưởng của việc kiểm soát thông tin đến thị trường" | |           |
| 2002 |                  | Daniel Kahneman           | Israel · Hoa Kỳ      | "cho việc đưa những hiểu biết về tâm lý học vào kinh tế" | |           |
| 2002 |                  | Vernon L. Smith           | Hoa Kỳ               | "cho việc đặt nền móng cho lĩnh vực kinh tế thực nghiệm" | |           |
| 2003 |                  | Robert F. Engle           | Hoa Kỳ               | "cho các phương pháp phân tích số liệu kinh tế theo chuỗi thời gian ARCH" | |           |
| 2003 |                  | Clive Granger             | Anh Quốc             | "cho các phương pháp phân tích số liệu kinh tế theo chuỗi và đồng hợp nhất" | |           |
| 2004 |                  | Finn E. Kydland           | Na Uy                | "cho những đóng góp cho ngành kinh tế học vĩ mô động." | |           |
| 2004 |                  | Edward C. Prescott        | Hoa Kỳ               | "cho những đóng góp cho ngành kinh tế học vĩ mô động." | |           |
| 2005 |                  | Robert Aumann             | Israel · Hoa Kỳ      | "cho việc giải thích nguồn gốc sự xung đột và sự hợp tác thông qua việc phân tích "Lý thuyết trò chơi"." | The Strategy of Conflict (Chiến lược của xung đột, 1960), Micromotives and Macrobehavior (Động cơ vi mô và Hành vi vĩ mô, 1978)                      |           |
| 2005 |                  | Thomas Schelling          | Hoa Kỳ               | "cho việc giải thích nguồn gốc sự xung đột và sự hợp tác thông qua việc phân tích "Lý thuyết trò chơi"." | |           |
| 2006 |                  | Edmund Phelps             | Hoa Kỳ               | "cho phân tích của ông về sự cân bằng liên thời gian trong chính sách kinh tế vĩ mô" | |           |
| 2007 |                  | Leonid Hurwicz            | Ba Lan · Hoa Kỳ      | "cho những đóng góp vào "lý thuyết thiết kế cơ chế"" | |           |
| 2007 |                  | Eric Maskin               | Hoa Kỳ               | "cho những đóng góp vào "lý thuyết thiết kế cơ chế"" | |           |
| 2007 |                  | Roger Myerson             | Hoa Kỳ               | "cho những đóng góp vào "lý thuyết thiết kế cơ chế"" | |           |
| 2008 |                  | Paul Krugman              | Hoa Kỳ               | "cho những đóng góp vào lý thuyết gắn kết hoạt động thương mại quốc tế với địa kinh tế." | International Economics: Theory and Policy (Kinh tế học quốc tế: Lý thuyết và chính sách, 2006)                                                      |           |
| 2009 |                  | Elinor Ostrom             | Hoa Kỳ               | "cho những phân tích về quản trị kinh tế, đặc biệt là tài sản chung" | |           |
| 2009 |                  | Oliver Williamson         | Hoa Kỳ               | "cho phân tích của ông về quản trị kinh tế, đặc biệt là các ranh giới của công ty" | |           |
| 2010 |                  | Peter Diamond             | Hoa Kỳ               | "cho việc phân tích thị trường dựa trên lý thuyết tìm và khớp" | |           |
| 2010 |                  | Dale T. Mortensen         | Hoa Kỳ               | "cho việc phân tích thị trường dựa trên lý thuyết tìm và khớp" | |           |
| 2010 |                  | Christopher A. Pissarides | Síp                  | "cho việc phân tích thị trường dựa trên lý thuyết tìm và khớp" | |           |
| 2011 |                  | Thomas J. Sargent         | Hoa Kỳ               | "cho mối quan hệ giữa chính sách kinh tế vĩ mô và tác động của chúng lên nền kinh tế." | |           |
| 2011 |                  | Christopher A. Sims       | Hoa Kỳ               | "cho mối quan hệ giữa chính sách kinh tế vĩ mô và tác động của chúng lên nền kinh tế." | |           |
| 2012 |                  | Alvin E. Roth             | Hoa Kỳ               | "cho lý thuyết về phân phối ổn định và thực tiễn tạo lập thị trường." | |           |
| 2012 |                  | Lloyd S. Shapley          | Hoa Kỳ               | "cho lý thuyết về phân phối ổn định và thực tiễn tạo lập thị trường." | |           |
| 2013 | không khung      | Eugene Fama               | Hoa Kỳ               | "cho phương cách mới để dự báo về giá cả tài sản và chứng khoán trong tương lai." | |           |
| 2013 |                  | Lars Peter Hansen         | Hoa Kỳ               | "cho phương cách mới để dự báo về giá cả tài sản và chứng khoán trong tương lai." | |           |
| 2013 |                  | Robert J. Shiller         | Hoa Kỳ               | "cho phương cách mới để dự báo về giá cả tài sản và chứng khoán trong tương lai." | |           |
| 2014 |                  | Jean Tirole               | Pháp                 | "những nghiên cứu về sức mạnh và quy luật thị trường". | |           |
| 2015 |                  | Angus Deaton              | Anh Quốc · Hoa Kỳ    | "cho những phân tích về tiêu dùng, nghèo đói và trợ cấp xã hội". | |           |
| 2016 |                  | Oliver Hart               | Anh Quốc · Hoa Kỳ    | Lý thuyết về hợp đồng | |           |
| 2016 |                  | Bengt Holmström           | Phần Lan             | Lý thuyết về hợp đồng | |           |
| 2017 |                  | Richard Thaler            | Hoa Kỳ               | "cho những đóng góp của ông về Kinh tế học hành vi". | |           |
| 2018 |                  | William Nordhaus          | Hoa Kỳ               | "việc phát triển phương pháp để giải quyết vấn đề phát triển bền vững và phúc lợi của người dân trên toàn cầu." | |           |
| 2018 | Paul Romer       |                           | Hoa Kỳ               | "việc phát triển phương pháp để giải quyết vấn đề phát triển bền vững và phúc lợi của người dân trên toàn cầu." | |           |
| 2019 |                  | Abhijit Banerjee          | Hoa Kỳ · Ấn Độ       | "vì các nghiên cứu chống đói nghèo quy mô toàn cầu" | |           |
| 2019 |                  | Esther Duflo              | Pháp · Hoa Kỳ        | "vì các nghiên cứu chống đói nghèo quy mô toàn cầu" | |           |
| 2019 | không khung      | Michael Kremer            | Hoa Kỳ               | "vì các nghiên cứu chống đói nghèo quy mô toàn cầu" | |           |
| 2020 |                  | Paul R.Milgrom            | Hoa Kỳ               | "nghiên cứu về cách tiếp cận thực nghiệm trong việc giảm nghèo toàn cầu." | |           |
| 2020 | Robert B.Wilson  |                           | Hoa Kỳ               | "nghiên cứu về cách tiếp cận thực nghiệm trong việc giảm nghèo toàn cầu." | |           |
| 2021 |                  | David Card                | Hoa Kỳ · Canada      | "vì những đóng góp thực nghiệm đối với kinh tế học lao động" | |           |
| 2021 |                  | Joshua Angrist            | Hoa Kỳ · Israel      | "vì những đóng góp về phương pháp luận trong việc phân tích các mối quan hệ nhân quả trong lĩnh vực kinh tế" | |           |
| 2021 |                  | Guido Imbens              | Hoa Kỳ · Hà Lan      | "vì những đóng góp về phương pháp luận trong việc phân tích các mối quan hệ nhân quả trong lĩnh vực kinh tế" | |           |
| 2022 |                  | Ben Bernanke              | Hoa Kỳ               | "giúp nâng cao nhận thức về vai trò của các ngân hàng trong nền kinh tế, đặc biệt là trong các cuộc khủng hoảng tài chính" | |           |
| 2022 | Douglas Diamond  |                           | Hoa Kỳ               | "giúp nâng cao nhận thức về vai trò của các ngân hàng trong nền kinh tế, đặc biệt là trong các cuộc khủng hoảng tài chính" | |           |
| 2022 | Philip H. Dybvig |                           | Hoa Kỳ               | "giúp nâng cao nhận thức về vai trò của các ngân hàng trong nền kinh tế, đặc biệt là trong các cuộc khủng hoảng tài chính" | |           |
| 2023 |                  | Claudia Goldin            | Hoa Kỳ               | "vì nâng cao nhận thức của chúng ta về tác động của phụ nữ đối với thị trường lao động" | |           |

## Thống kê theo quốc gia
Cho đến năm 2008 thì tất cả các nhà kinh tế được trao giải Nobel đều là nam giới. Phần lớn người đoạt giải đến từ Mỹ, tiếp theo là Anh, Na Uy và Thụy Điển. Với người đến từ hai quốc gia thì mỗi quốc gia được tính nửa điểm.
| Quốc gia  | Số giải thưởng |
| --------- | -------------- |
| Hoa Kỳ    | 46,5           |
| Anh Quốc  | 10             |
| Na Uy     | 3              |
| Thụy Điển | 2              |
| Pháp      | 2              |
| Liên Xô   | 1              |
| Đức       | 1              |
| Ấn Độ     | 1              |
| Israel    | 1              |
| Canada    | 1              |
| Hà Lan    | 1              |
| Síp       | 0,5            |
| Phần Lan  | 0,5            |

## Các danh sách giải Nobel khác
- Danh sách người Châu Á đoạt giải Nobel
- Danh sách người đoạt giải Nobel Vật lý
- Danh sách người đoạt giải Nobel Hóa học
- Danh sách người đoạt giải Nobel Sinh lý học và Y khoa
- Danh sách người đoạt giải Nobel Văn học
- Danh sách người đoạt giải Nobel Hòa bình
- Danh sách người da đen đoạt giải Nobel
- Danh sách người Hồi Giáo đoạt giải Nobel
- Danh sách người Kitô giáo đoạt giải Nobel
- Danh sách người Do Thái đoạt giải Nobel
- Danh sách phụ nữ đoạt giải Nobel